# Tribute to the Greats
Tribute to the Greats è un album a nome di Sal Salvador featuring Eddie Costa, pubblicato dalla Bethlehem Records nell'ottobre del 1957. 

## Tracce
Lato A
1. Artistry in Rhythm – 3:06 (Stan Kenton)
2. Taps Miller – 4:05 (Count Basie, Bob Russell)
3. Prelude to a Kiss – 3:54 (Duke Ellington, Irving Mills, Irving Gordon)
4. Walking Shoes – 3:56 (Gerry Mulligan)
5. Solo for Guitar – 2:43 (George Roumanis)

Durata totale: 17:44
Lato B
1. Four Brothers – 3:20 (Jimmy Giuffre)
2. In Your Own Sweet Way – 2:56 (Dave Brubeck)
3. Ruby My Dear – 3:25 (Thelonious Monk)
4. Manteca – 2:51 (Dizzy Gillespie, Walter Fuller, Luciano Gonzales (Chano Pozo))
5. Cool Eyes – 2:52 (Horace Silver)
6. Yardbird Suite – 3:54 (Charlie Parker)

Durata totale: 19:18

## Musicisti
- Sal Salvador - chitarra
- Eddie Costa - pianoforte, vibrafono
- Frank Dallas - contrabbasso
- Ronnie Free - batteria